# Bukomela
Bukomela è una circoscrizione rurale (rural ward) della Tanzania situata nel distretto rurale di Kahama, regione di Shinyanga. Conta una popolazione di 6 492 abitanti (censimento 2012).